# Lista de parlamentares federais cassados no Brasil
A lista de parlamentares cassados no Brasil a seguir relaciona os senadores e deputados federais brasileiros cassados conforme as regras constitucionais vigentes a partir de 1945. Geralmente motivado por quebra de decoro parlamentar (Art. 55 – II CF), um processo de cassação se inicia ao protocolar-se um pedido na mesa diretora da respectiva casa legislativa e esta o envia à Comissão de Constituição e Justiça para análise e deliberação. Aprovada a abertura do processo o mesmo é enviado ao plenário que decide por sua validade ou não em votação aberta a partir da Emenda Constitucional n.º 76 de 28 de novembro de 2013.
Como exceção a esta regra as cassações no período correspondente ao Regime Militar de 1964 estavam baseadas nos Atos Institucionais e serviam para afastar da vida pública os adversários mais renhidos do governo a partir do juízo discricionário do presidente da República.

## Cassações de mandatos efetuadas por legislatura

### Legislatura 1946-1951
Instalada em 1º de fevereiro de 1946 foi transformada em Assembleia Nacional Constituinte responsável pela elaboração da Constituição de 1946.
| Deputado federal | Naturalidade  | Eleito pelo   | Resumo da cassação                                                                                                  | Suplente efetivado |
| ---------------- | ------------- | ------------- | --- | ------------------ |
| Barreto Pinto    | Vassouras, RJ | PTB-RJ (1945) | Cassado em 27 de maio de 1949 por posar de cuecas para O Cruzeiro, embora alegasse ter sido tapeado pelo fotógrafo. | Milton Santana     |

### Legislatura 1963-1967
Instalada em 1º de fevereiro de 1963 foi marcada pelo início do Regime Militar de 1964 e a aplicação subsequente do Ato Institucional Número Um e do Ato Institucional Número Dois.
| Deputado federal           | Naturalidade                   | Eleito pelo   | Resumo da cassação                                   | Suplente efetivado                                               |
| -------------------------- | ------------------------------ | ------------- | ---------------------------------------------------- | ---------------------------------------------------------------- |
| Abelardo Jurema            | Itabaiana, PB                  | PSD-PB (1962) | Cassado pelo AI-1 em 10 de abril de 1964.            | João Fernandes                                                   |
| Adail Cavalcanti           | Iguatu, CE                     | PTB-CE (1962) | Cassado pelo AI-1 em 10 de abril de 1964.            | Flávio Marcílio                                                  |
| Adão Pereira Nunes         | Campos dos Goytacazes, RJ      | PSP-RJ (1962) | Cassado pelo AI-1 em 10 de abril de 1964.            | Bernardo Bello                                                   |
| Almino Afonso              | Humaitá, AM                    | PTB-AM (1962) | Cassado pelo AI-1 em 10 de abril de 1964.            | Manuel Barbuda                                                   |
| Antônio Garcia Filho       | Uruguaiana, RS                 | PTB-GB (1962) | Cassado pelo AI-1 em 10 de abril de 1964.            | Paulo Baeta Neves                                                |
| Artur Lima                 | Recife, PE                     | PTB-PE (1962) | Cassado pelo AI-1 em 10 de abril de 1964.            | Bezerra Leite                                                    |
| Benedito Cerqueira         | [ nota 5 ]                     | PTB-GB (1962) | Cassado pelo AI-1 em 10 de abril de 1964.            | Guerreiro Ramos                                                  |
| Bocaiuva Cunha             | Rio de Janeiro, RJ             | PTB-RJ (1962) | Cassado pelo AI-1 em 10 de abril de 1964.            | Carlos Werneck                                                   |
| Clóvis Ferro Costa         | Passagem Franca, MA            | UDN-PA (1962) | Cassado pelo AI-1 em 10 de abril de 1964.            | Epílogo de Campos                                                |
| Costa Rego                 | Recife, PE                     | PTB-PE (1962) | Cassado pelo AI-1 em 10 de abril de 1964.            | Geraldo Guedes                                                   |
| Demistoclides Batista      | Cachoeiro de Itapemirim, ES    | PST-RJ (1962) | Cassado pelo AI-1 em 10 de abril de 1964.            | José Fontes Torres                                               |
| Elói Dutra                 | Rio de Janeiro, RJ             | PTB-GB (1962) | Cassado pelo AI-1 em 10 de abril de 1964.            | Epaminondas Santos                                               |
| Fernando Santana           | Irará, BA                      | PTB-BA (1962) | Cassado pelo AI-1 em 10 de abril de 1964.            | Mário Piva                                                       |
| Francisco Julião           | Bom Jardim, PE                 | PSB-PE (1962) | Cassado pelo AI-1 em 10 de abril de 1964.            | João Cleofas                                                     |
| Gilberto Mestrinho         | Manaus, AM                     | PST-RR (1962) | Cassado pelo AI-1 em 10 de abril de 1964.            | Félix Valois                                                     |
| Hélio Ramos                | Recife, PE                     | PSD-BA (1962) | Cassado pelo AI-1 em 10 de abril de 1964.            | Cícero Dantas                                                    |
| Henrique Oest              | Rio de Janeiro, RJ             | PSP-AL (1962) | Suplente cassado pelo AI-1 em 10 de abril de 1964.   | Nenhum                                                           |
| João Doria                 | Salvador, BA                   | PDC-BA (1962) | Suplente cassado pelo AI-1 em 10 de abril de 1964.   | Nenhum                                                           |
| José Aparecido de Oliveira | São Sebastião do Rio Preto, MG | UDN-MG (1962) | Cassado pelo AI-1 em 10 de abril de 1964.            | Horácio Betônico                                                 |
| Lamartine Távora           | Orobó, PE                      | PTB-PE (1962) | Cassado pelo AI-1 em 10 de abril de 1964.            | Luís Portela                                                     |
| Leonel Brizola             | Carazinho, RS                  | PTB-GB (1962) | Cassado pelo AI-1 em 10 de abril de 1964.            | Oscar Noronha Filho                                              |
| Marco Antônio Coelho       | Belo Horizonte, MG             | PSD-GB (1962) | Cassado pelo AI-1 em 10 de abril de 1964.            | Mendes de Moraes                                                 |
| Mário Lima                 | Glória, BA                     | PDC-BA (1962) | Cassado pelo AI-1 em 10 de abril de 1964.            | Nonato Marques                                                   |
| Max da Costa Santos        | Rio de Janeiro, RJ             | PSB-GB (1962) | Cassado pelo AI-1 em 10 de abril de 1964.            | Áureo Melo                                                       |
| Milton Dutra               | Santiago, RS                   | PTB-RS (1962) | Cassado pelo AI-1 em 10 de abril de 1964.            | Lino Braun                                                       |
| Moisés Lupion              | Jaguariaíva, PR                | PSD-PR (1962) | Suplente cassado pelo AI-1 em 10 de abril de 1964.   | Nenhum                                                           |
| Múcio Athayde              | Montes Claros, MG              | PTB-MG (1962) | Suplente cassado pelo AI-1 em 10 de abril de 1964.   | Nenhum                                                           |
| Neiva Moreira              | Nova Iorque, MA                | PSP-MA (1962) | Cassado pelo AI-1 em 10 de abril de 1964.            | Alexandre Costa                                                  |
| Ortiz Borges               | Soledade, RS                   | PTB-RS (1962) | Cassado pelo AI-1 em 10 de abril de 1964.            | José Mandelli Filho                                              |
| Paiva Muniz                | Macaé, RJ                      | PTB-RJ (1962) | Cassado pelo AI-1 em 10 de abril de 1964.            | José Maria Ribeiro                                               |
| Paulo de Tarso Santos      | Araxá, MG                      | PDC-SP (1962) | Cassado pelo AI-1 em 10 de abril de 1964.            | Ortiz Monteiro                                                   |
| Paulo Mincarone            | Bento Gonçalves, RS            | PTB-RS (1962) | Cassado pelo AI-1 em 10 de abril de 1964.            | Croaci Oliveira                                                  |
| Plínio de Arruda Sampaio   | São Paulo, SP                  | PDC-SP (1962) | Cassado pelo AI-1 em 10 de abril de 1964.            | Ferraz Egreja                                                    |
| Ramon de Oliveira Neto     | Alegre, ES                     | PTB-ES (1962) | Cassado pelo AI-1 em 10 de abril de 1964.            | Dulcino Monteiro                                                 |
| Rogê Ferreira              | São Paulo, SP                  | PSB-SP (1962) | Cassado pelo AI-1 em 10 de abril de 1964.            | José Barbosa                                                     |
| Roland Corbisier           | São Paulo, SP                  | PTB-GB (1962) | Suplente cassado pelo AI-1 em 10 de abril de 1964.   | Nenhum                                                           |
| Rubens Paiva               | Santos, SP                     | PTB-SP (1962) | Cassado pelo AI-1 em 10 de abril de 1964.            | Pedroso Júnior                                                   |
| Sérgio Magalhães           | Recife, PE                     | PTB-GB (1962) | Cassado pelo AI-1 em 10 de abril de 1964.            | Expedito Rodrigues                                               |
| Sílvio Braga               | Santarém, PA                   | PSP-PA (1962) | Cassado pelo AI-1 em 10 de abril de 1964.            | Lopo de Castro                                                   |
| Temperani Pereira          | Santa Maria, RS                | PTB-RS (1962) | Cassado pelo AI-1 em 10 de abril de 1964.            | Vítor Issler                                                     |
| Valdemar Alves             | Recife, PE                     | PST-PE (1962) | Cassado pelo AI-1 em 10 de abril de 1964.            | Luís Pereira da Silva                                            |
| João Simões                | Santos, SP                     | PSD-PR (1962) | Cassado pelo AI-1 em 14 de abril de 1964.            | Mário Gomes                                                      |
| José Pedroso               | Salvador, BA                   | PSD-RJ (1962) | Cassado pelo AI-1 em 14 de abril de 1964.            | Alair Ferreira                                                   |
| Moisés Pimentel            | Independência, CE              | PTB-CE (1962) | Cassado pelo AI-1 em 14 de abril de 1964.            | Moreira da Rocha                                                 |
| Clay Araújo                | Riachuelo, SE                  | PTB-RS (1962) | Cassado pelo AI-1 em 7 de maio de 1964.              | Matheus Schmidt                                                  |
| Floriano d'Ávila           | São Gabriel, RS                | PTB-RS (1962) | Suplente cassado pelo AI-1 em 7 de maio de 1964.     | Nenhum                                                           |
| Hélio Carlomagno           | Cruz Alta, RS                  | PSD-RS (1962) | Suplente cassado pelo AI-1 em 7 de maio de 1964.     | Nenhum                                                           |
| José João Abdalla          | Guaratinguetá, SP              | PSD-SP (1962) | Cassado pelo AI-1 em 10 de junho de 1964.            | Pinheiro Brizola                                                 |
| Lício Hauer                | Rio de Janeiro, RJ             | PTB-GB (1962) | Suplente cassado pelo AI-1 em 10 de junho de 1964.   | Nenhum                                                           |
| Océlio de Medeiros         | Xapuri, AC                     | PSD-PA (1962) | Suplente cassado pelo AI-1 em 12 de junho de 1964.   | Nenhum                                                           |
| Otávio Maria               | Botucatu, SP                   | PTB-SP (1962) | Cassado pelo AI-1 em 12 de junho de 1964.            | Milo Cammarosano                                                 |
| Paulo Mansur               | Igarapava, SP                  | PTB-SP (1962) | Cassado pelo AI-1 em 12 de junho de 1964.            | Germinal Feijó                                                   |
| Renato Medeiros            | [ nota 5 ]                     | PSP-RO (1962) | Cassado pelo AI-1 em 12 de junho de 1964.            | Hegel Morhy                                                      |
| William Salem              | Itapetininga, SP               | PTB-SP (1962) | Cassado pelo AI-1 em 12 de junho de 1964.            | Lacorte Vitale                                                   |
| Wilson Fadul               | Valença, RJ                    | PTB-MT (1962) | Cassado pelo AI-1 em 12 de junho de 1964.            | Miguel Marcondes                                                 |
| Américo Silva              | Belém, PA                      | PTB-PA (1962) | Cassado pelo AI-1 em 13 de junho de 1964.            | Gilberto Azevedo                                                 |
| Celso Brant                | Diamantina, MG                 | PR-MG (1962)  | Suplente cassado pelo AI-1 em 13 de junho de 1964.   | Nenhum                                                           |
| Expedito Machado           | Crateús, CE                    | PSD-CE (1962) | Cassado pelo AI-1 em 13 de junho de 1964.            | Francisco Adeodato                                               |
| José Palhano de Saboia     | Sobral, CE                     | PSD-CE (1962) | Cassado pelo AI-1 em 13 de junho de 1964.            | Euclides Wicar                                                   |
| Tenório Cavalcanti         | Palmeira dos Índios, AL        | PST-RJ (1962) | Cassado pelo AI-1 em 13 de junho de 1964.            | Glênio Martins                                                   |
| Abraão Moura               | Atalaia, AL                    | PTB-AL (1962) | Cassado pelo AI-2 em 13 de outubro de 1966.          | Afastou-se da vida política.                                     |
| Adib Chammas               | Itapuí, SP                     | PSP-SP (1962) | Cassado pelo AI-2 em 13 de outubro de 1966.          | Afastou-se da vida política.                                     |
| César Prieto               | São Borja, RS                  | PTB-RS (1962) | Cassado pelo AI-2 em 13 de outubro de 1966.          | Afastou-se da vida política.                                     |
| Doutel de Andrade          | Rio de Janeiro, RJ             | PTB-SC (1962) | Cassado pelo AI-2 em 13 de outubro de 1966.          | Eleito suplente de deputado federal pelo Rio de Janeiro em 1986. |
| Humberto El-Jaick          | Nova Friburgo, RJ              | PTB-RJ (1962) | Suplente cassado pelo AI-2 em 13 de outubro de 1966. | Candidato a prefeito de Nova Friburgo em 1982.                   |
| Paes de Almeida            | Estrela do Sul, MG             | PSD-MG (1962) | Cassado pelo AI-2 em 13 de outubro de 1966.          | Faleceu sem recuperar os direitos políticos.                     |
| Senador                    | Naturalidade                   | Eleito pelo   | Resumo da cassação                                   | Suplente efetivado                                               |
| Amaury Silva               | Rio Negro, PR                  | PTB-PR (1962) | Cassado pelo AI-1 em 10 de abril de 1964.            | Melo Braga                                                       |
| Juscelino Kubitschek       | Diamantina, MG                 | PSD-GO (1961) | Cassado pelo AI-1 em 8 de junho de 1964.             | Nenhum                                                           |

### Legislatura 1967-1971
Instalada em 1º de fevereiro de 1967 nela ocorreu a outorga do Ato Institucional Número Cinco em 13 de dezembro de 1968 que cassava os mandatos e suspendia por dez anos os direitos políticos dos senadores e deputados federais punidos impedindo a convocação dos respectivos suplentes.
| Deputado federal             | Naturalidade                | Eleito pelo     | Resumo da cassação                                    | Após a punição                                                            |
| ---------------------------- | --------------------------- | --------------- | ----------------------------------------------------- | ------------------------------------------------------------------------- |
| David Lerer                  | São Paulo, SP               | MDB-SP (1966)   | Cassado pelo AI-5 em 30 de dezembro de 1968.          | Eleito suplente de deputado federal por São Paulo em 1982.                |
| Gastone Righi                | Santos, SP                  | MDB-SP (1966)   | Cassado pelo AI-5 em 30 de dezembro de 1968.          | Eleito deputado federal por São Paulo em 1982.                            |
| Hélio Navarro                | São José do Rio Pardo, SP   | MDB-SP (1966)   | Cassado pelo AI-5 em 30 de dezembro de 1968.          | Eleito suplente de senador por São Paulo em 1982.                         |
| Henrique Henkin              | Quatro Irmãos, RS           | MDB-RS (1966)   | Cassado pelo AI-5 em 30 de dezembro de 1968.          | Afastou-se da vida política.                                              |
| Hermano Alves                | Niterói, RJ                 | MDB-GB (1966)   | Cassado pelo AI-5 em 30 de dezembro de 1968.          | Afastou-se da vida política.                                              |
| José Carlos Guerra           | Recife, PE                  | ARENA-PE (1966) | Cassado pelo AI-5 em 30 de dezembro de 1968.          | Afastou-se da vida política.                                              |
| José Lurtz Sabiá             | Juazeiro do Norte, CE       | MDB-SP (1966)   | Cassado pelo AI-5 em 30 de dezembro de 1968.          | Eleito suplente de deputado federal por São Paulo em 1982.                |
| Márcio Moreira Alves         | Rio de Janeiro, RJ          | MDB-GB (1966)   | Cassado pelo AI-5 em 30 de dezembro de 1968.          | Eleito suplente de deputado federal pelo Rio de Janeiro em 1982.          |
| Matheus Schmidt              | Quatro Irmãos, RS           | MDB-RS (1966)   | Cassado pelo AI-5 em 30 de dezembro de 1968.          | Eleito deputado federal pelo Rio Grande do Sul em 1982.                   |
| Maurílio Ferreira Lima       | Limoeiro, PE                | MDB-PE (1966)   | Suplente cassado pelo AI-5 em 30 de dezembro de 1968. | Eleito suplente deputado federal por Pernambuco em 1982.                  |
| Renato Archer                | São Luís, MA                | MDB-MA (1966)   | Cassado pelo AI-5 em 30 de dezembro de 1968.          | Candidato a governador do Maranhão em 1982.                               |
| Anacleto Campanella          | São Caetano do Sul, SP      | MDB-SP (1966)   | Cassado pelo AI-5 em 16 de janeiro de 1969.           | Faleceu sem recuperar os direitos políticos.                              |
| Antônio Magalhães            | Formosa, GO                 | MDB-GO (1966)   | Cassado pelo AI-5 em 16 de janeiro de 1969.           | Afastou-se da vida política.                                              |
| Antônio Vieira               | Várzea Alegre, CE           | MDB-CE (1966)   | Suplente cassado pelo AI-5 em 16 de janeiro de 1969.  | Afastou-se da vida política.                                              |
| Celso Passos                 | Belo Horizonte, MG          | MDB-MG (1966)   | Cassado pelo AI-5 em 16 de janeiro de 1969.           | Eleito suplente de deputado federal por Minas Gerais em 1986.             |
| Cunha Bueno                  | São Paulo, SP               | ARENA-SP (1966) | Cassado pelo AI-5 em 16 de janeiro de 1969.           | Afastou-se da vida política.                                              |
| Doin Vieira                  | São Francisco do Sul, SC    | MDB-SC (1966)   | Cassado pelo AI-5 em 16 de janeiro de 1969.           | Afastou-se da vida política.                                              |
| Dorival de Abreu             | São Paulo, SP               | MDB-SP (1966)   | Cassado pelo AI-5 em 16 de janeiro de 1969.           | Candidato a deputado federal por São Paulo em 1982.                       |
| Edgar da Mata Machado        | Diamantina, MG              | MDB-MG (1966)   | Cassado pelo AI-5 em 16 de janeiro de 1969.           | Eleito suplente de senador por Minas Gerais em 1982.                      |
| Emerenciano de Barros        | Sorocaba, SP                | MDB-SP (1966)   | Cassado pelo AI-5 em 16 de janeiro de 1969.           | Faleceu sem recuperar os direitos políticos.                              |
| Evaldo Pinto                 | São Manuel, SP              | MDB-SP (1966)   | Cassado pelo AI-5 em 16 de janeiro de 1969.           | Afastou-se da vida política.                                              |
| Flores Soares                | Porto Alegre, RS            | ARENA-RS (1966) | Cassado pelo AI-5 em 16 de janeiro de 1969.           | Afastou-se da vida política.                                              |
| Harry Normanton              | Jundiaí, SP                 | ARENA-SP (1966) | Cassado pelo AI-5 em 16 de janeiro de 1969.           | Faleceu sem recuperar os direitos políticos.                              |
| Israel Dias Novaes           | Avaré, SP                   | ARENA-SP (1966) | Cassado pelo AI-5 em 16 de janeiro de 1969.           | Eleito deputado federal por São Paulo em 1974.                            |
| Ivete Vargas                 | São Borja, RS               | MDB-SP (1966)   | Cassada pelo AI-5 em 16 de janeiro de 1969.           | Eleita deputada federal por São Paulo em 1982.                            |
| Jamil Amiden                 | Corumbá, MS                 | MDB-GB (1966)   | Cassado pelo AI-5 em 16 de janeiro de 1969.           | Candidato a deputado federal pelo Rio de Janeiro em 1982.                 |
| João Herculino               | Serro, MG                   | MDB-MG (1966)   | Cassado pelo AI-5 em 16 de janeiro de 1969.           | Candidato a deputado federal por Minas Gerais em 1978.                    |
| Jorge Curi                   | São Paulo, SP               | ARENA-PR (1966) | Cassado pelo AI-5 em 16 de janeiro de 1969.           | Afastou-se da vida política.                                              |
| José Maria Magalhães         | Serro, MG                   | MDB-MG (1966)   | Cassado pelo AI-5 em 16 de janeiro de 1969.           | Eleito suplente de deputado federal por Minas Gerais em 1982.             |
| Mariano Beck                 | Santa Maria, RS             | MDB-RS (1966)   | Cassado pelo AI-5 em 16 de janeiro de 1969.           | Afastou-se da vida política.                                              |
| Marcos Kertzmann             | São Paulo, SP               | ARENA-SP (1966) | Cassado pelo AI-5 em 16 de janeiro de 1969.           | Eleito suplente de vereador em São Paulo em 1988.                         |
| Mário Covas                  | Santos, SP                  | MDB-SP (1966)   | Cassado pelo AI-5 em 16 de janeiro de 1969.           | Eleito deputado federal por São Paulo em 1982.                            |
| Mário Piva                   | Salvador, BA                | MDB-BA (1966)   | Cassado pelo AI-5 em 16 de janeiro de 1969.           | Faleceu sem recuperar os direitos políticos.                              |
| Martins Rodrigues            | Quixadá, CE                 | MDB-CE (1966)   | Suplente cassado pelo AI-5 em 16 de janeiro de 1969.  | Faleceu sem recuperar os direitos políticos.                              |
| Milton Reis                  | Congonhal, MG               | MDB-MG (1966)   | Cassado pelo AI-5 em 16 de janeiro de 1969.           | Eleito deputado federal por Minas Gerais em 1982.                         |
| Osmar Cunha                  | Florianópolis, SC           | ARENA-SC (1966) | Cassado pelo AI-5 em 16 de janeiro de 1969.           | Candidato a governador de Santa Catarina em 1982.                         |
| Osmar de Aquino              | Guarabira, PB               | MDB-PB (1966)   | Suplente cassado pelo AI-5 em 16 de janeiro de 1969.  | Afastou-se da vida política.                                              |
| Osmar Dutra                  | Florianópolis, SC           | ARENA-SC (1966) | Cassado pelo AI-5 em 16 de janeiro de 1969.           | Afastou-se da vida política.                                              |
| Osvaldo Lima Filho           | Cabo de Santo Agostinho, PE | MDB-PE (1966)   | Cassado pelo AI-5 em 16 de janeiro de 1969.           | Eleito deputado federal por Pernambuco em 1982.                           |
| Paulo Macarini               | Capinzal, SC                | MDB-SC (1966)   | Cassado pelo AI-5 em 16 de janeiro de 1969.           | Candidato a suplente de senador por Santa Catarina em 1982.               |
| Raul Brunini                 | Rio Claro, SP               | MDB-GB (1966)   | Cassado pelo AI-5 em 16 de janeiro de 1969.           | Afastou-se da vida política.                                              |
| Roberto Cardoso Alves        | Aparecida, SP               | ARENA-SP (1966) | Cassado pelo AI-5 em 16 de janeiro de 1969.           | Eleito vereador na cidade de São Paulo em 1976.                           |
| Unírio Machado               | Santo Ângelo, RS            | MDB-RS (1966)   | Cassado pelo AI-5 em 16 de janeiro de 1969.           | Afastou-se da vida política.                                              |
| Vital do Rego                | Campina Grande, PB          | ARENA-PB (1966) | Cassado pelo AI-5 em 16 de janeiro de 1969.           | Eleito deputado federal pela Paraíba em 1990.                             |
| Yukishigue Tamura            | São Paulo, SP               | ARENA-SP (1966) | Cassado pelo AI-5 em 16 de janeiro de 1969.           | Eleito vereador na cidade de São Paulo em 1976.                           |
| Zaire Nunes                  | Taquara, RS                 | MDB-RS (1966)   | Cassado pelo AI-5 em 16 de janeiro de 1969.           | Afastou-se da vida política.                                              |
| Adelmar Carvalho             | Olinda, PE                  | MDB-PE (1966)   | Cassado pelo AI-5 em 7 de fevereiro de 1969.          | Afastou-se da vida política.                                              |
| Aloysio Nonô                 | Atalaia, AL                 | MDB-AL (1966)   | Cassado pelo AI-5 em 7 de fevereiro de 1969.          | Afastou-se da vida política.                                              |
| Aluizio Alves                | Angicos, RN                 | ARENA-RN (1966) | Cassado pelo AI-5 em 7 de fevereiro de 1969.          | Candidato a governador do Rio grande do Norte em 1982.                    |
| Antônio Godinho              | Carmo da Cachoeira, MG      | MDB-SP (1966)   | Cassado pelo AI-5 em 7 de fevereiro de 1969.          | Afastou-se da vida política.                                              |
| Atlas Cantanhede             | Boa Vista, RR               | ARENA-RR (1966) | Cassado pelo AI-5 em 7 de fevereiro de 1969.          | Faleceu sem recuperar os direitos políticos.                              |
| Bernardo Cabral              | Manaus, AM                  | MDB-AM (1966)   | Cassado pelo AI-5 em 7 de fevereiro de 1969.          | Eleito deputado federal pelo Amazonas em 1986.                            |
| Breno da Silveira            | Mamanguape, PB              | MDB-GB (1966)   | Cassado pelo AI-5 em 7 de fevereiro de 1969.          | Afastou-se da vida política.                                              |
| Celso Amaral                 | Assis, SP                   | ARENA-SP (1966) | Cassado pelo AI-5 em 7 de fevereiro de 1969.          | Eleito suplente de deputado federal por São Paulo em 1982.                |
| Cid Carvalho                 | Rio Branco, AC              | MDB-MA (1966)   | Cassado pelo AI-5 em 7 de fevereiro de 1969.          | Eleito deputado federal pelo Maranhão em 1982.                            |
| Edésio Nunes                 | Niterói, RJ                 | MDB-RJ (1966)   | Cassado pelo AI-5 em 7 de fevereiro de 1969.          | Eleito suplente de deputado federal pelo Rio de Janeiro em 1982.          |
| Epílogo de Campos            | Rio Branco, AC              | ARENA-PA (1966) | Suplente cassado pelo AI-5 em 7 de fevereiro de 1969. | Eleito suplente de deputado federal pelo Pará em 1986.                    |
| Erivan França                | Angicos, RN                 | ARENA-RN (1966) | Suplente cassado pelo AI-5 em 7 de fevereiro de 1969. | Afastou-se da vida política.                                              |
| Getúlio Moura                | Itaguaí, RJ                 | MDB-RJ (1966)   | Cassado pelo AI-5 em 7 de fevereiro de 1969.          | Afastou-se da vida política.                                              |
| José Colagrossi              | Itapuí, SP                  | MDB-GB (1966)   | Cassado pelo AI-5 em 7 de fevereiro de 1969.          | Eleito deputado federal pelo Rio de Janeiro em 1982.                      |
| José Maria Ribeiro           | Natividade, RJ              | MDB-RJ (1966)   | Cassado pelo AI-5 em 7 de fevereiro de 1969.          | Afastou-se da vida política.                                              |
| Marcial do Lago              | Barretos, SP                | ARENA-MG (1966) | Suplente cassado pelo AI-5 em 7 de fevereiro de 1969. | Afastou-se da vida política.                                              |
| Mário Gurgel                 | Porto Velho, RO             | MDB-ES (1966)   | Cassado pelo AI-5 em 7 de fevereiro de 1969.          | Afastou-se da vida política.                                              |
| Mário Maia                   | Rio Branco, AC              | MDB-AC (1966)   | Cassado pelo AI-5 em 7 de fevereiro de 1969.          | Eleito senador pelo Acre em 1982.                                         |
| Montenegro Duarte            | Belém, PA                   | ARENA-PA (1966) | Cassado pelo AI-5 em 7 de fevereiro de 1969.          | Afastou-se da vida política.                                              |
| Moury Fernandes              | Recife, PE                  | ARENA-PE (1966) | Cassado pelo AI-5 em 7 de fevereiro de 1969.          | Afastou-se da vida política.                                              |
| Ney Maranhão                 | Jaboatão dos Guararapes, PE | ARENA-PE (1966) | Cassado pelo AI-5 em 7 de fevereiro de 1969.          | Eleito suplente de senador por Pernambuco em 1986.                        |
| Paulo Campos                 | Rio Verde, GO               | MDB-GO (1966)   | Cassado pelo AI-5 em 7 de fevereiro de 1969.          | Afastou-se da vida política.                                              |
| Paulo Freire                 | Riachão do Dantas, SE       | ARENA-MG (1966) | Cassado pelo AI-5 em 7 de fevereiro de 1969.          | Afastou-se da vida política.                                              |
| Pedro Gondim                 | Alagoa Nova, PB             | ARENA-PB (1966) | Cassado pelo AI-5 em 7 de fevereiro de 1969.          | Candidato a senador pela Paraíba em 1982.                                 |
| Pereira Pinto                | Campos dos Goytacazes, RJ   | MDB-RJ (1966)   | Suplente cassado pelo AI-5 em 7 de fevereiro de 1969. | Secretário de Agricultura do Rio de Janeiro no 1º governo Leonel Brizola. |
| Renato Celidônio             | Agudos, SP                  | MDB-PR (1966)   | Cassado pelo AI-5 em 7 de fevereiro de 1969.          | Afastou-se da vida política.                                              |
| Sadi Bogado                  | Nova Friburgo, RJ           | MDB-RJ (1966)   | Cassado pelo AI-5 em 7 de fevereiro de 1969.          | Eleito suplente de deputado federal pelo Rio de Janeiro em 1986.          |
| Simão da Cunha               | Abaeté, MG                  | MDB-MG (1966)   | Cassado pelo AI-5 em 7 de fevereiro de 1969.          | Afastou-se da vida política.                                              |
| Waldir Simões                | Nova Iguaçu, RJ             | MDB-GB (1966)   | Cassado pelo AI-5 em 7 de fevereiro de 1969.          | Afastou-se da vida política.                                              |
| Wilson Martins               | Campo Grande, MS            | MDB-MT (1966)   | Cassado pelo AI-5 em 7 de fevereiro de 1969.          | Eleito governador de Mato Grosso do Sul em 1982.                          |
| Celestino Filho              | Corumbaíba, GO              | MDB-GO (1966)   | Cassado pelo AI-5 em 13 de março de 1969.             | Afastou-se da vida política.                                              |
| Jaime Câmara                 | João Câmara, RN             | ARENA-GO (1966) | Suplente cassado pelo AI-5 em 13 de março de 1969.    | Eleito deputado federal por Goiás em 1982.                                |
| Léo de Almeida Neves         | Ponta Grossa, PR            | MDB-PR (1966)   | Cassado pelo AI-5 em 13 de março de 1969.             | Eleito suplente de deputado federal pelo Paraná em 1982.                  |
| Almir Turisco                | Macaúbas, BA                | MDB-GO (1966)   | Suplente cassado pelo AI-5 em 29 de abril de 1969.    | Presidiu as Centrais Elétricas de Goiás por doze anos a partir de 1983.   |
| Andrade Lima Filho           | Goiana, PE                  | MDB-PE (1966)   | Suplente cassado pelo AI-5 em 29 de abril de 1969.    | Afastou-se da vida política.                                              |
| Antônio Luciano              | São Gotardo, MG             | ARENA-MG (1966) | Suplente cassado pelo AI-5 em 29 de abril de 1969.    | Afastou-se da vida política.                                              |
| Bezerra Leite                | Bonito, PE                  | ARENA-PE (1966) | Suplente cassado pelo AI-5 em 29 de abril de 1969.    | Afastou-se da vida política.                                              |
| Chagas Rodrigues             | Parnaíba, PI                | MDB-PI (1966)   | Cassado pelo AI-5 em 29 de abril de 1969.             | Eleito senador pelo Piauí em 1986.                                        |
| Clodomir Leite               | Vitória de Santo Antão, PE  | MDB-PE (1966)   | Suplente cassado pelo AI-5 em 29 de abril de 1969.    | Afastou-se da vida política.                                              |
| Estácio Souto Maior          | Bom Jardim, PE              | ARENA-PE (1966) | Cassado pelo AI-5 em 29 de abril de 1969.             | Faleceu sem recuperar os direitos políticos.                              |
| Floriceno Paixão             | Taquara, RS                 | MDB-RS (1966)   | Cassado pelo AI-5 em 29 de abril de 1969.             | Eleito deputado estadual pelo Rio Grande do Sul em 1982.                  |
| Gastão Pedreira              | Salvador, BA                | MDB-BA (1966)   | Cassado pelo AI-5 em 29 de abril de 1969.             | Eleito deputado estadual pela Bahia em 1986.                              |
| Glênio Martins               | Rio de Janeiro, RJ          | MDB-BA (1966)   | Cassado pelo AI-5 em 29 de abril de 1969.             | Faleceu sem recuperar os direitos políticos.                              |
| Hélio Gueiros                | Fortaleza, CE               | MDB-PA (1966)   | Cassado pelo AI-5 em 29 de abril de 1969.             | Eleito deputado estadual pelo Pará em 1982.                               |
| João Machado Rollemberg      | Japoatã, SE                 | ARENA-SE (1966) | Cassado pelo AI-5 em 29 de abril de 1969.             | Eleito deputado federal por Sergipe em 1986.                              |
| José de Castro Ferreira      | Carmo do Rio Claro, MG      | MDB-MG (1966)   | Suplente cassado pelo AI-5 em 29 de abril de 1969.    | Afastou-se da vida política.                                              |
| José Feliciano de Figueiredo | Cuiabá, MT                  | MDB-MT (1966)   | Cassado pelo AI-5 em 29 de abril de 1969.             | Afastou-se da vida política.                                              |
| Oséas Cardoso                | Viçosa, AL                  | ARENA-AL (1966) | Cassado pelo AI-5 em 29 de abril de 1969.             | Eleito suplente de deputado federal por Alagoas em 1982.                  |
| Júlia Steinbruch             | Rio de Janeiro, RJ          | MDB-RJ (1966)   | Cassado pelo AI-5 em 11 de setembro de 1969.          | Afastou-se da vida política.                                              |
| Oliveira Brito               | Ribeira do Pombal, BA       | ARENA-BA (1966) | Cassado pelo AI-5 em 11 de setembro de 1969.          | Presidente da CHESF no Governo José Sarney.                               |
| Arnaldo Cerdeira             | Manaus, AM                  | ARENA-SP (1966) | Cassado pelo AI-5 em 30 de setembro de 1969.          | Afastou-se da vida política.                                              |
| Carlos Murilo                | Diamantina, MG              | MDB-MG (1966)   | Suplente cassado pelo AI-5 em 30 de setembro de 1969. | Afastou-se da vida política.                                              |
| Gilberto Azevedo             | Belém, PA                   | ARENA-PA (1966) | Cassado pelo AI-5 em 30 de setembro de 1969.          | Eleito suplente de deputado federal pelo Pará em 1982.                    |
| Lígia Doutel de Andrade      | Florianópolis, SC           | MDB-AC (1966)   | Cassada pelo AI-5 em 30 de setembro de 1969.          | Candidata a governadora de Santa Catarina em 1982.                        |
| Maria Lúcia Araújo           | João Pessoa, PB             | MDB-AC (1966)   | Cassada pelo AI-5 em 30 de setembro de 1969.          | Eleita deputada federal pelo Acre em 1986.                                |
| Melo Mourão                  | Ipueiras, CE                | MDB-AL (1966)   | Suplente cassado pelo AI-5 em 30 de setembro de 1969. | Presidente da Rio Arte por oito anos a partir de 1983.                    |
| Nísia Carone                 | Muriaé, MG                  | MDB-MG (1966)   | Cassada pelo AI-5 em 30 de setembro de 1969.          | Afastou-se da vida política.                                              |
| Senador                      | Naturalidade                | Eleito pelo     | Resumo da cassação                                    | Após a punição                                                            |
| Aarão Steinbruch             | Santa Maria, RS             | PTB-RJ (1962)   | Cassado pelo AI-5 em 16 de janeiro de 1969.           | Eleito vereador pelo Rio de Janeiro em 1988.                              |
| João Abraão                  | Araguari, MG                | MDB-GO (1966)   | Cassado pelo AI-5 em 16 de janeiro de 1969.           | Afastou-se da vida política.                                              |
| Artur Virgílio Filho         | Manaus, AM                  | PTB-AM (1962)   | Cassado pelo AI-5 em 7 de fevereiro de 1969.          | Presidente do INPS no Governo José Sarney.                                |
| Marcelo Alencar              | Rio de Janeiro, RJ          | MDB-GB (1966)   | Suplente cassado pelo AI-5 em 7 de fevereiro de 1969. | Presidente do BANERJ no 1º governo Leonel Brizola.                        |
| Mário Martins                | Petrópolis, RJ              | MDB-GB (1966)   | Cassado pelo AI-5 em 7 de fevereiro de 1969.          | Candidato a senador pelo Rio de Janeiro em 1982.                          |
| Pedro Ludovico Teixeira      | Goiás, GO                   | PSD-GO (1962)   | Cassado pelo AI-5 em 30 de setembro de 1969.          | Faleceu sem recuperar os direitos políticos.                              |

### Legislatura 1971-1975
Instalada em 1º de fevereiro de 1971 teve uma única cassação durante sua vigência, a qual não foi por iniciativa do presidente Emílio Garrastazu Médici e sim por medida judicial num processo aberto em 28 de março de 1974 já no Governo Ernesto Geisel.
| Deputado federal | Naturalidade         | Eleito pelo   | Resumo da cassação | Após a punição                              |
| ---------------- | -------------------- | ------------- | --- | ------------------------------------------- |
| Francisco Pinto  | Feira de Santana, BA | MDB-BA (1970) | Condenado pelo STF a seis meses de prisão por ofensas a Augusto Pinochet (Ato n.º 66 da Mesa Diretora publicado em 21/10/1974). | Eleito deputado federal pela Bahia em 1978. |

### Legislatura 1975-1979
Instalada em 1º de fevereiro de 1975 foi a última a sofrer os efeitos do Ato Institucional Número Cinco cuja suspensão dos direitos políticos dos infligidos foi revertida pela Lei da Anistia.
| Deputado federal | Naturalidade               | Eleito pelo     | Resumo da cassação                                                        | Após a punição                                                 |
| ---------------- | -------------------------- | --------------- | ------------------------------------------------------------------------- | -------------------------------------------------------------- |
| Marcelo Gato     | Sertãozinho, SP            | MDB-SP (1974)   | Cassado pelo AI-5 em 5 de janeiro de 1976.                                | Eleito suplente de deputado federal por São Paulo em 1982.     |
| Amaury Müller    | Cruz Alta, RS              | MDB-RS (1974)   | Cassado pelo AI-5 em 29 de março de 1976.                                 | Eleito deputado federal pelo Rio Grande do Sul em 1982.        |
| Nadir Rosseti    | São Francisco de Paula, RS | MDB-RS (1974)   | Cassado pelo AI-5 em 29 de março de 1976.                                 | Eleito deputado federal pelo Rio Grande do Sul em 1982.        |
| Lysâneas Maciel  | Patos de Minas, MG         | MDB-RJ (1974)   | Cassado pelo AI-5 em 1º de abril de 1976.                                 | Candidato a governador do Rio de Janeiro em 1982.              |
| Ney Lopes        | Natal, RN                  | ARENA-RN (1974) | Cassado pelo AI-5 em 4 de agosto de 1976.                                 | Eleito suplente de senador pelo Rio Grande do Norte em 1982.   |
| Marcos Tito      | Belo Horizonte, MG         | MDB-MG (1974)   | Cassado pelo AI-5 em 14 de junho de 1977.                                 | Eleito suplente de deputado estadual por Minas Gerais em 1982. |
| Alencar Furtado  | Araripe, CE                | MDB-PR (1974)   | Cassado pelo AI-5 em 30 de junho de 1977.                                 | Eleito deputado federal pelo Paraná em 1982.                   |
| Senador          | Naturalidade               | Eleito pelo     | Resumo da cassação                                                        | Após a punição                                                 |
| Wilson Campos    | Brejo da Madre de Deus, PE | ARENA-PE (1970) | Cassado pelo AI-5 em 1º de julho de 1975 em decorrência do "Caso Moreno". | Eleito deputado estadual por Pernambuco em 1982.               |

### Legislatura 1987-1991
Instalada em 1º de fevereiro de 1987 foi transformada em Assembleia Nacional Constituinte responsável pela elaboração da Constituição de 1988.
| Deputado federal | Naturalidade               | Eleito pelo    | Resumo da cassação                                                         | Suplente efetivado |
| ---------------- | -------------------------- | -------------- | -------------------------------------------------------------------------- | ------------------ |
| Felipe Cheidde   | Fernão, SP                 | PMDB-SP (1986) | Excesso de faltas em 31 de maio de 1989 (Ato da Mesa Diretora n.º 137/89). | Hélio Rosas        |
| Mário Bouchardet | Visconde do Rio Branco, MG | PMDB-MG (1986) | Excesso de faltas em 31 de maio de 1989 (Ato da Mesa Diretora n.º 134/89). | Sérgio Naya        |

### Legislatura 1991-1995
Instalada em 1º de fevereiro de 1991 foi responsável pela abertura do processo de impeachment do presidente Fernando Collor em 1992 e pela revisão constitucional prevista para o ano seguinte.
| Deputado federal | Naturalidade       | Eleito pelo    | Resumo da cassação                                                                                      | Suplente efetivado        |
| ---------------- | ------------------ | -------------- | --- | ------------------------- |
| Jabes Rabelo     | Campo Mourão, PR   | PTB-RO (1990)  | Ocorreu em 7 de novembro de 1991 (Resolução n.º 13/91) por endosso a documento parlamentar falsificado. | Antônio Morimoto          |
| Itsuo Takayama   | Anhumas, SP        | PFL-MT (1990)  | Ocorreu em 15 de dezembro de 1993 (Resolução n.º 54/93) por compra de filiação partidária.              | Era suplente em exercício |
| Nobel Moura      | Dianópolis, TO     | PTB-RO (1990)  | Ocorreu em 15 de dezembro de 1993 (Resolução n.º 53/93) por compra de filiação partidária.              | Aparício Carvalho         |
| Onaireves Moura  | Herval d'Oeste, SC | PTB-PR (1990)  | Ocorreu em 15 de dezembro de 1993 (Resolução n.º 55/93) por compra de filiação partidária.              | Ervin Bonkoski            |
| Feres Nader      | Nova Iguaçu, RJ    | PTB-RJ (1990)  | Ocorreu em 13 de abril de 1994 (Resolução n.º 61/94) devido à CPI do Orçamento.                         | Era suplente em exercício |
| Carlos Benevides | Fortaleza, CE      | PMDB-CE (1990) | Ocorreu em 14 de abril de 1994 (Resolução n.º 62/94) devido à CPI do Orçamento.                         | Manoel Viana              |
| Fábio Raunheitti | Nova Iguaçu, RJ    | PTB-RJ (1990)  | Ocorreu em 19 de abril de 1994 (Resolução n.º 63/94) devido à CPI do Orçamento.                         |                           |
| Raquel Cândido   | Guajará-Mirim, RO  | PTB-RO (1990)  | Ocorreu em 19 de abril de 1994 (Resolução n.º 64/94) devido à CPI do Orçamento.                         | Expedito Rafael           |
| Ibsen Pinheiro   | São Borja, RS      | PMDB-RS (1990) | Ocorreu em 18 de maio de 1994 (Resolução n.º 65/94) devido a CPI do Orçamento.                          |                           |

### Legislatura 1995-1999
Instalada em 1º de fevereiro de 1995 foi responsável pela Emenda Constitucional nº 16 de 4 de junho de 1997 que instituiu a reeleição para ocupantes de cargos executivos eleitos a partir de 1994.
| Deputado federal | Naturalidade | Eleito pelo    | Resumo da cassação                                                                 | Suplente efetivado |
| ---------------- | ------------ | -------------- | ---------------------------------------------------------------------------------- | ------------------ |
| Sérgio Naya      | Laranjal, MG | PMDB-MG (1994) | Ocorreu em 15 de abril de 1998 (Resolução n.º 25/98) após a tragédia do Palace II. | Mário Assad        |

### Legislatura 1999-2003
Instalada em 1º de fevereiro de 1999.
| Deputado federal    | Naturalidade       | Eleito pelo    | Resumo da cassação | Suplente efetivado |
| ------------------- | ------------------ | -------------- | --- | ------------------ |
| Talvane Albuquerque | Maceió, AL         | PFL-AL (1998)  | Ocorreu em 7 de abril de 1999 por quebra do decoro parlamentar acusado de envolvimento na morte de Ceci Cunha, a quem substituiu. | Helenildo Ribeiro  |
| Hildebrando Pascoal | Rio Branco, AC     | PFL-AC (1998)  | Ocorreu em 22 de setembro de 1999 (Resolução n.º 06/99) sob acusação de envolvimento com o crime organizado.                      | José Aleksandro    |
| Senador             | Naturalidade       | Eleito pelo    | Resumo da cassação | Suplente efetivado |
| Luiz Estevão        | Rio de Janeiro, RJ | PMDB-DF (1998) | Ocorreu em 28 de junho de 2000 acusado de desviar R$ 170 milhões destinados à construção do Fórum Trabalhista de São Paulo.       | Valmir Amaral      |

### Legislatura 2003-2007
Instalada em 1º de fevereiro de 2003, foi marcada pela ocorrência do Escândalo do Mensalão.
| Deputado federal  | Naturalidade        | Eleito pelo    | Resumo da cassação                                                                                                | Suplente efetivado |
| ----------------- | ------------------- | -------------- | --- | ------------------ |
| Rogério Silva     | Ubá, MG             | PMDB-MT (2002) | Ocorreu em 20 de janeiro de 2004 sob a acusação de compra de votos após condenação da Justiça Eleitoral.          | Tetê Bezerra       |
| André Luís        | Rio de Janeiro, RJ  | PMDB-RJ (2002) | Ocorreu em 5 de maio de 2005 conforme o regimento interno da casa acusado de extorsão contra Carlinhos Cachoeira. | Itamar Serpa       |
| Paulo Marinho     | Caxias, MA          | PFL-MA (2002)  | Ocorreu em 11 de agosto de 2005 acusado de vender irregularmente ações da Companhia Energética do Maranhão.       | Albérico Filho     |
| Roberto Jefferson | Petrópolis, RJ      | PTB-RJ (2002)  | Ocorreu em 14 de setembro de 2005 (Resolução n.º 25/2005) tendo sido delator do Mensalão.                         | Fernando Gonçalves |
| José Dirceu       | Passa Quatro, MG    | PT-SP (2002)   | Ocorreu em 30 de novembro de 2005 sendo apontado como líder do Mensalão.                                          | Mariângela Duarte  |
| Ronivon Santiago  | Cruzeiro do Sul, AC | PPB-AC (2002)  | Ocorreu em 21 de dezembro de 2005 (Ato da mesa diretora n.º 73) acusado de crime eleitoral.                       | Chicão Brígido     |
| Pedro Corrêa      | Rio de Janeiro, RJ  | PPB-PE (2002)  | Ocorreu em 15 de março de 2006 em decorrência do Mensalão.                                                        | Joel de Holanda    |

### Legislatura 2011-2015
Instalada em 1º de fevereiro de 2011.
| Senador           | Naturalidade | Eleito pelo    | Resumo da cassação                                                   | Suplente efetivado |
| ----------------- | ------------ | -------------- | -------------------------------------------------------------------- | ------------------ |
| Demóstenes Torres | Anicuns, GO  | DEM-GO (2010)  | Ocorreu em 11 de julho de 2012 por quebra de decoro parlamentar.     | Wilder Morais      |
| Deputado federal  | Naturalidade | Eleito pelo    | Resumo da cassação                                                   | Suplente efetivado |
| Natan Donadon     | Porecatu, PR | PMDB-RO (2010) | Ocorreu em 12 de fevereiro de 2014 por quebra de decoro parlamentar. | Amir Lando         |
| André Vargas      | Assaí, PR    | PT-PR (2010)   | Ocorreu em 10 de dezembro de 2014 por quebra de decoro parlamentar.  | Marcelo Almeida    |

### Legislatura 2015-2019
Instalada em 1º de fevereiro de 2015.
| Senador            | Naturalidade       | Eleito pelo    | Resumo da cassação                                                  | Suplente efetivado |
| ------------------ | ------------------ | -------------- | ------------------------------------------------------------------- | ------------------ |
| Delcídio do Amaral | Corumbá, MS        | PT-MS (2010)   | Ocorreu em 10 de maio de 2016 acusado de obstrução da justiça.      | Pedro Chaves       |
| Deputado federal   | Naturalidade       | Eleito pelo    | Resumo da cassação                                                  | Suplente efetivado |
| Eduardo Cunha      | Rio de Janeiro, RJ | PMDB-RJ (2014) | Ocorreu em 12 de setembro de 2016 por quebra do decoro parlamentar. | Marquinho Mendes   |

### Legislatura 2019-2023
Instalada em 1º de fevereiro de 2019.
| Senador          | Naturalidade       | Eleito pelo    | Resumo da cassação                                                                                              | Suplente efetivado |
| ---------------- | ------------------ | -------------- | --- | ------------------ |
| Selma Arruda     | Camaquã, RS        | PSL-MT (2018)  | Ocorreu em 15 de abril de 2020 acusada de abuso de poder econômico e captação ilícita de recursos.              | Carlos Fávaro      |
| Deputado federal | Naturalidade       | Eleito pelo    | Resumo da cassação                                                                                              | Suplente efetivado |
| Manuel Marcos    | Tianguá, CE        | REP-AC (2018)  | Ocorreu em 5 de novembro de 2020 acusado de abuso de poder econômico e desvio de finalidade no fundo eleitoral. | Leo de Brito       |
| Flordelis        | Rio de Janeiro, RJ | PSD-RJ (2018)  | Ocorreu em 11 de agosto de 2021 por quebra de decoro parlamentar.                                               | Jones Moura        |
| Boca Aberta      | Londrina, PR       | PROS-PR (2018) | Cassado em 24 de agosto de 2021                                                                                 | Osmar Serraglio    |
| Valdevan Noventa | Estância, SE       | PL-SE (2018)   | Cassado em 17 de março de 2022 sob acusação de ter recebido doações ilícitas na eleição de 2018                 | Márcio Macêdo      |

### Legislatura 2023-2027
| Deputado federal | Naturalidade              | Eleito pelo          | Resumo da cassação | Suplente efetivado |
| ---------------- | ------------------------- | -------------------- | --- | ------------------ |
| Deltan Dallagnol | Pato Branco, PR           | PODE-PR (2022)       | Cassado em 06 de junho de 2023 pela mesa da Câmara dos Deputados ( Ato da Mesa n. 72 de 6 de junho de 2023, após decisão unânime do Tribunal Superior Eleitoral (TSE) que indeferiu o registro de sua candidatura, entendendo que o ex-promotor tentou burlar lei da ficha limpa. , antecipando a sua exoneração do Ministério Público, em vista de Procedimentos Administrativos que poderiam lhe render Processo Administrativo Disciplinar (PAD). | Luiz Carlos Hauly  |
| Marcelo Lima     | São Bernardo do Campo, SP | Solidariedade (2022) | Cassado em 07 de Novembro de 2023 pelo TSE, por infidelidade partidária com placar de 5x2. | Paulinho da Força  |

## Parlamentares que renunciaram ao mandato
Esta relação não contempla os casos de renúncia a fim de exercer outro mandato político ou ocupar cargo público ou renúncia por razões de foro íntimo.

### Antes da adoção do voto aberto
| Senador                  | Naturalidade        | Eleito pelo    | Motivo da renúncia | Suplente efetivado              |
| ------------------------ | ------------------- | -------------- | --- | ------------------------------- |
| Antônio Carlos Magalhães | Salvador, BA        | PFL-BA (1994)  | Ocorreu em 30 de maio de 2001, devido às investigações no Conselho de Ética referentes aos indícios de violação do segredo do painel eletrônico na cassação de Luiz Estevão. | Antônio Carlos Magalhães Júnior |
| José Roberto Arruda      | Itajubá, MG         | PP-DF (1994)   | Ocorreu em 25 de maio de 2001, para evitar a cassação, devido ao envolvimento no mesmo escândalo do painel em que estava ACM.                                                | Lindberg Aziz Cury              |
| Deputado federal         | Naturalidade        | Eleito pelo    | Motivo da renúncia | Suplente efetivado              |
| Coriolano Sales          | Santa Teresinha, BA | PMDB-BA (2002) | Ocorreu em 15 de agosto de 2006 por causa do Escândalo dos Sanguessugas. | Roland Lavigne                  |
| Marcelino Fraga          | Muqui, ES           | PMDB-ES (2002) | Ocorreu em 21 de agosto de 2006 por causa do Escândalo dos Sanguessugas. | Ricardo Santos                  |
| Ronaldo Cunha Lima       | Guarabira, PB       | PMDB-PB (2006) | Ocorreu em 31 de outubro de 2007 para evitar seu julgamento pelo STF da tentativa de homicídio contra Tarcísio Burity em 1993 no "Caso Gulliver".                            | Walter Brito Neto               |
| Mário de Oliveira        | Júlio Mesquita, SP  | PSC-MG (2010)  | Ocorreu em 15 de julho de 2013 alegando razões de saúde, embora estivesse sob inquérito conduzido pela Polícia Federal.                                                      | Stefano Aguiar                  |

### Após a adoção do voto aberto
| Deputado federal    | Naturalidade       | Eleito pelo    | Motivo da renúncia | Suplente efetivado                   |
| ------------------- | ------------------ | -------------- | --- | ------------------------------------ |
| José Genoino        | Quixeramobim, CE   | PT-SP (2010)   | Ocorreu em 3 de dezembro de 2013 após condenação no processo do Mensalão.                                                   | Suplente em exercício de Aldo Rebelo |
| Valdemar Costa Neto | São Paulo, SP      | PR-SP (2010)   | Ocorreu em 5 de dezembro de 2013 após condenação no processo do Mensalão.                                                   | Francisco das Chagas Francilino      |
| Pedro Henry         | Santo André, SP    | PP-MT (2010)   | Ocorreu em 13 de dezembro de 2013 após condenação no processo do Mensalão.                                                  | Roberto Dorner                       |
| João Paulo Cunha    | Caraguatatuba, SP  | PT-SP (2010)   | Ocorreu em 7 de fevereiro de 2014 após condenação no processo do Mensalão.                                                  | Iara Bernardi                        |
| Eduardo Azeredo     | Belo Horizonte, MG | PSDB-MG (2010) | Ocorreu em 19 de fevereiro de 2014 garantindo que o Mensalão Tucano voltasse à primeira instância conforme assegurou o STF. | Edmar Moreira                        |
| Asdrubal Bentes     | Humaitá, AM        | PMDB-PA (2010) | Ocorreu em 26 de março de 2014 após condenação pelo STF.                                                                    | Luiz Otávio Campos                   |